# Província d'Auserd
La província d'Auserd (en àrab إقليم أوسرد, iqlīm Awsard) és una de les províncies creades pel govern marroquí al Sàhara Occidental, un territori no autònom sota supervisió del Comitè de Descolonització de l'Organització de les Nacions Unides. El seu procés de descolonització va ser interromput en 1976, quan Espanya, la seva potència administradora, va abandonar el territori en virtut de l'Acord Tripartit de Madrid, no vàlid segons el Dret internacional. Part del territori està ocupat pel Marroc, qui l'inclou dins de la regió Dakhla-Oued Ed-Dahab, i reclamat per l'autoproclamada República Àrab Sahrauí Democràtica. Per a més informació, vegeu Estatus polític del Sàhara Occidental. Té una superfície de 65.917 km² i 20.513 habitants censats en 2004.

## Divisió administrativa
La província d'Auserd consta d'1 municipi i 5 comunes:
| Municipi         | 1994 | 2004  | Taxa de creixement |
| ---------------- | ---- | ----- | ------------------ |
| Güera (Lagouira) | 509  | 3.726 | 632 %              |
| Dades del cens   |      |       |                    |

| Comunes rurals    | 1994 | 2004  | Taxa de creixement |
| ----------------- | ---- | ----- | ------------------ |
| Auserd            | 672  | 5.832 | 768 %              |
| Bir Guenduz       | 253  | 3.894 | 1439 %             |
| Tichla            | 290  | 6.036 | 1981 %             |
| Zug               | 392  | 833   | 112,5 %            |
| Agüeinit          | 391  | 222   | - 43 %             |
| Dades dels censos |      |       |                    |